# طاهر آباد (قلعة خواجة)
طاهر آباد (بالفارسية: طاهرآباد) هي منطقة سكنية تقع في إيران في محافظة خوزستان. يقدر عدد سكانها بـ 652 نسمة بحسب إحصاء 2016.